# 陈奎元

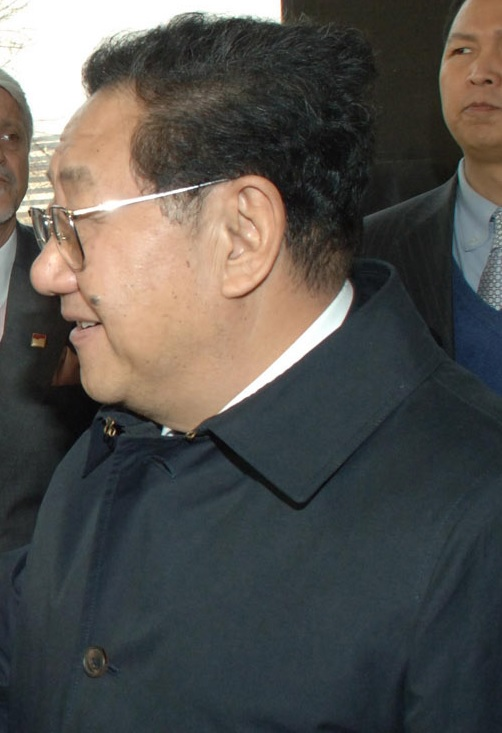

陈奎元（1941年1月—），男，汉族，辽宁康平人，中国共产黨、中华人民共和国政治人物，原副国级领导人。内蒙古师范学院政治教育专业毕业。曾任全国政协副主席、中国社会科学院院长、党组书记，中共第十四、十五、十六、十七届中央委员。

## 生平
1964年，陈奎元在大学毕业后，被分配到中共内蒙古自治区呼伦贝尔盟委党校工作。1965年5月加入中国共产党。此后，他历任呼伦贝尔盟革委会办公室干事，宣传部科长，西新巴旗阿镇镇委书记，呼伦贝尔盟委党校副校长，呼伦贝尔盟委副秘书长、代秘书长，秘书长、盟委常委，盟委副书记、书记等职。1989年，陈奎元进入中共内蒙古自治区党委常委，并且兼任自治区高校工委书记；1991年又出任内蒙古自治区人民政府副主席。1992年1月，调任中共西藏自治区党委副书记；同年11月，接替升任中共中央政治局常委的胡锦涛出任西藏自治区党委书记。
陈奎元在西藏待了八年。2000年，他被调任河南省委书记。2003年1月，上调中央，出任中国社会科学院院长、党组书记。同年3月，在全国政协十届一次会议上，陈奎元又当选为第十届全国政协副主席；并于2008年3月获得连任。2013年4月，卸任中国社会科学院院长、党组书记，由王伟光接任。

## 争议
西班牙國家法院於2013年11月19日對陈奎元以及其他4個前中國政要發出逮捕令，並指控5人涉嫌在中國對西藏進行種族滅絕罪行。中国官方对西班牙法院这一做法表示不满，并指责提起诉松的境外组织。
2007年时任中共中央政治局常委、国务院总理温家宝发文称“科学、民主、法制、自由、人权，并非资本主义所独有，而是人类在漫长的历史进程中共同追求的价值观和共同创造的文明成果。”陈奎元在社科院改革座谈会上带头痛批“中国有些人跟随西方国家步调起舞”，人民日报也转载相关专栏文章，暗批温家宝。